# Sarvabad (Verwaltungsbezirk)
Sarvabad (persisch شهرستان سروآباد) ist ein Schahrestan in der Provinz Kurdistan im Iran. Er enthält die Stadt Sarvabad, welche die Hauptstadt des Verwaltungsbezirks ist. 

## Kreise
Der Verwaltungsbezirk gliedert sich in folgende Kreise:
- Zentral (بخش مرکزی)
- Awaraman (بخش اورامان)

## Demografie
Bei der Volkszählung 2016 betrug die Einwohnerzahl des Schahrestan 44.940. Die Alphabetisierung lag bei 71 Prozent der Bevölkerung. Knapp 18 Prozent der Bevölkerung lebten in urbanen Regionen.
| Zensusjahr | Einwohnerzahl |
| ---------- | ------------- |
| 2011       | 49.841        |
| 2016       | 44.940        |